# Зіньківський районний народний історичний музей
Зіньківський районний народний історичний музей — районний народний історичний музей у місті Зінькові (райцентр Полтавської області); важливе і цікаве регіональне зібрання матеріалів, предметів і документів з історії, культури і персоналій Зіньківщини.
Розташований у середмісті (по вулиці Леніна, 42) в старому будинку, в якому і в радянський час, і нині квартирує Зіньківська дитяча музична школа (окремі двері; це помітно по загальним деталям декору приміщення). Площа власне музею становить 110 м².

## З історії музею
Музей у Зінькові був створений у 1967 році.
У 1968 році заклад, що динамічно розвивався, дістав статус народного.
На початок 1990-х років у музеї було близько 4 тисяч експонатів.
Станом на кінець 2000-х років Зіньківський районний народний історичний музей, попри статус народного, являє один з рідкісних випадків на периферії Полтавщини, де було збережено цілісність місцевого краєзнавчого осередку (це особливо наочно у порівнянні із сусідніми районами).

## Експозиція
На 1 січня 2010 року загальний експозиційний фонд Зіньківського районного народного історичного музею становить 2 651 предмет, зокрема 1 190 предметів основного фонду, що відтворюють історію Зіньківщини від найдавніших часів до сьогодення: речі з археологічних розкопок городища VIII—ХІІІ століть у селі Глинському, фотографії, документи, особисті речі земляків-учасників німецько-радянської війни 1941—45 років. 
Матеріали музею розповідають про відомих земляків, діячів науки і літератури, життя і діяльність яких пов'язані із Зіньковом і краєм, зокрема про братів Зерових.